# Vigía (P-73)
Vigía (P-73) es un patrullero de altura de la clase Serviola de la Armada española construido en 1992. Las principales misiones del barco son la patrulla oceánica, el control de pesca, la escolta y el rescate marítimo.

## Descripción
Vigía es un patrullero de altura con un desplazamiento de 1200 toneladas. Tiene una eslora 68 metros, una manga de 10 metros y un calado de 3 metros. Está propulsado por dos motores MTU que suministran 7500 caballos a dos hélices de paso variable para una velocidad máxima de 15,3 nudos. Está equipado con un cañón del calibre 50 y dos ametralladoras Browning de 12,7 mm. Cuenta con una tripulación de 45 personas. Su cubierta de vuelo puede recibir helicópteros medianos y alberga dos embarcaciones semirrígidas. 

## Historia

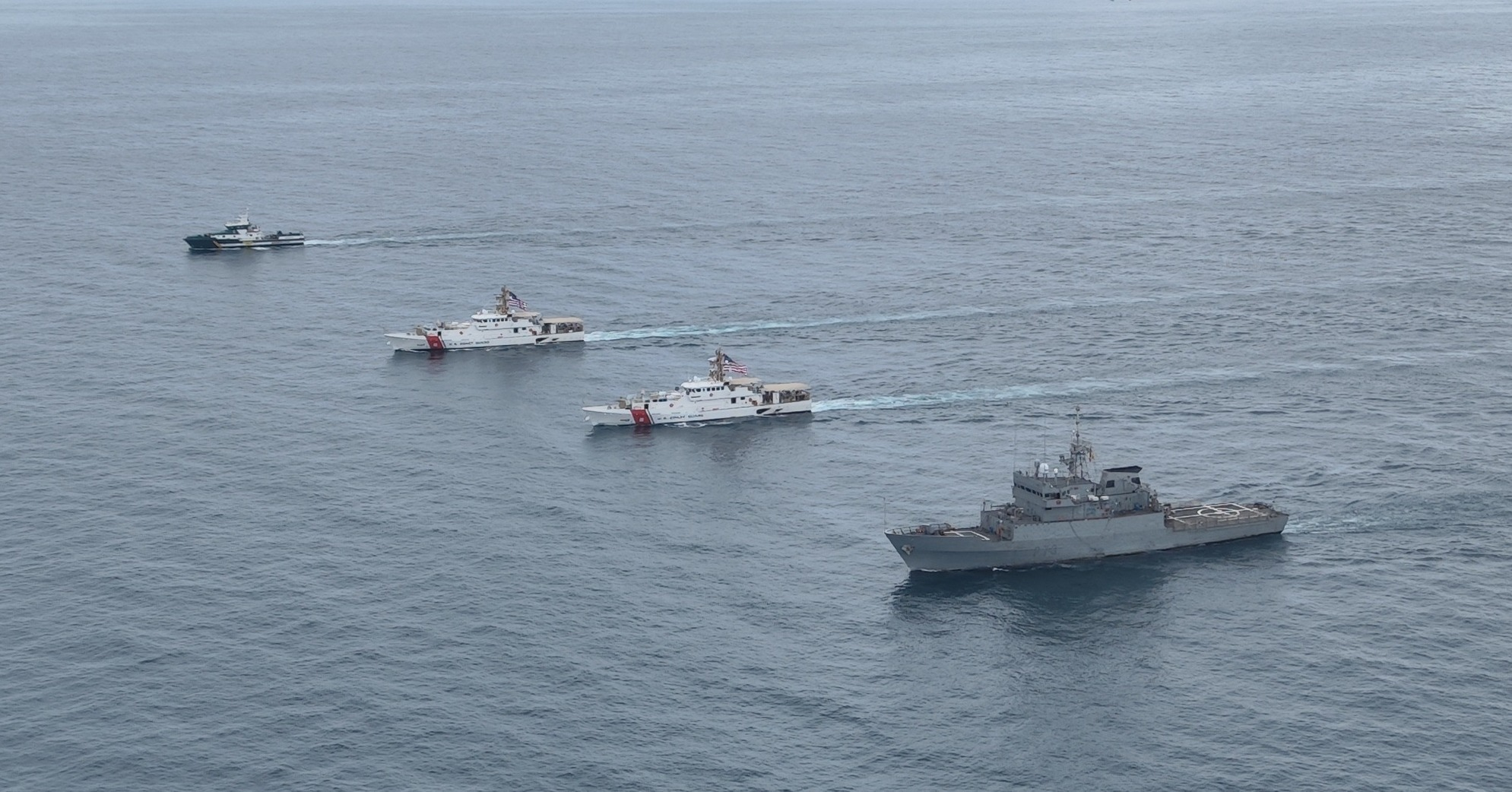
El Vigía en un ejercicio de intercambio en el mar con el USCGC Clarence Sutphin Jr. y USCGC John Scheuerman

El Vigía fue construido por Navantia en Ferrol y entregado a la Armada Española el 23 de marzo de 1993. Ha participado en varios ejercicios internacionales a lo largo de su andadura, incluidos Neo Tapon con la OTAN, Majestic Eagle y Linked Seas.
En marzo de 1995, Vigía zarpó de Cádiz hacia el Atlántico nororiental para proteger a los barcos de pesca de arrastre durante la incruenta Guerra del Rodaballo con Canadá, que se había intensificado a principios de ese mes tras la incautación canadiense del buque Estai.
Una de las misiones del Vigía es realizar operaciones de búsqueda y rescate. En 2014 se detectó una gran flotilla de embarcaciones de inmigrantes en el estrecho de Gibraltar. Vigía, junto con embarcaciones de la Guardia Civil y del Servicio de Salvamento Marítimo, capturaron un total de 94 pateras con 920 inmigrantes a bordo, de las que el patrullero Vigía rescató 6 pateras y a 48 personas. En 2020, el barco participó en una búsqueda para encontrar a un marinero desaparecido de un barco pesquero hundido en el mar de Alborán.
Una misión secundaria de Vigía es realizar misiones cooperativas y diplomáticas en África Occidental y el Golfo de Guinea. De febrero a junio de 2017, el buque se desplegó en el Golfo de Guinea tras visitar Mauritania, Cabo Verde, Senegal, Costa de Marfil, Camerún y Santo Tomé y Príncipe. El barco se desplegó nuevamente en la región en 2021 y también visitó lugares tan al sur como Luanda, Angola.